# بستر داستان نکسال
بستر داستان نکسال (به انگلیسی: Bastar: The Naxal Story) یک فیلم هندی زبان هیجان‌انگیز سیاسی ۲۰۲۴ به کارگردانی سودیپتا سن و تهیه‌کننده ویپول امریتلال شاه است. آدا شارما، ایندیرا تیواری، ویجی کریشنا، شیلپا شوکلا،  یاشپال شارما، سوبرات دوتا و رایما سن در آن بازی می‌کنند.
این فیلم در ژوئن ۲۰۲۳ اعلام شد، همراه با عنوان فیلم، بر اساس شورش ناکسالیت-مائوئیست در منطقه بستر چاتیسگر ساخته شده است. بستر در ۱۵ مارس ۲۰۲۴ اکران شد. این فیلم نقدهای منفی منتقدان را دریافت کرد و یک بمب باکس آفیس بزرگ بود.